# OHPシート

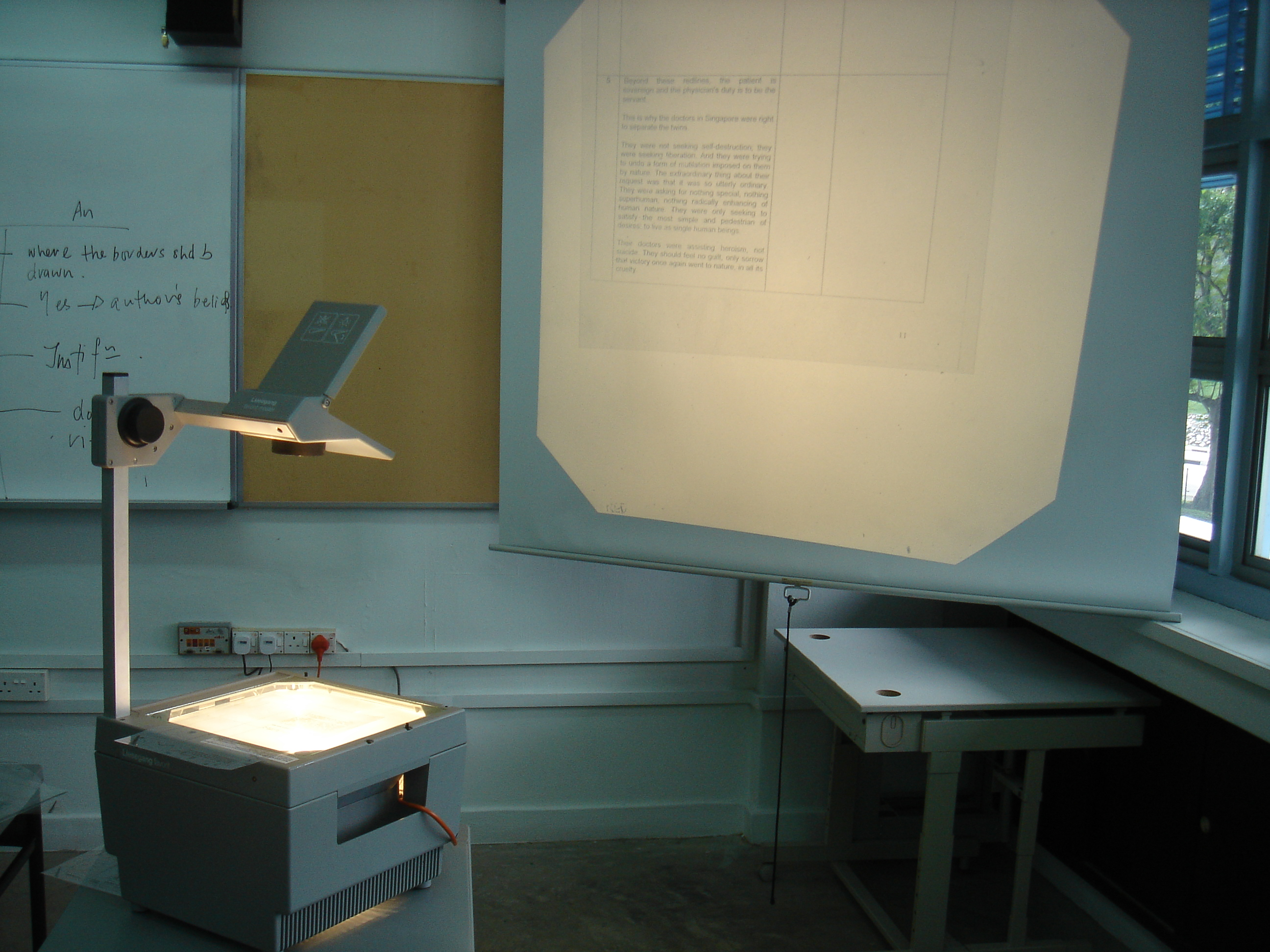
オーバーヘッド・プロジェクターにOHPシート（トランスパレンシー）を乗せて投影したところ

OHPシート（オー・エッチ・ピー・シート、オーバーヘッドプロジェクタシート）とは、オーバーヘッドプロジェクタにおいて使用される、テキストや図画が描かれた透明のフィルム。トランスパレンシー（TPシート）ともいう。

## 特徴
かつては、企業・団体のプレゼンテーションや、学校の授業などで広く一般的に使われていた。
材質は、手書き用のものは安価なポリエチレン・ポリプロピレン製で、熱に弱い。そのためオーバーヘッドプロジェクターの光源にハロゲンランプを使っている場合は、ランプが発する熱でOHPシートが変形してしまうことがある。またレーザープリンタ用のものは耐熱性が高い結晶性ポリエチレンテレフタレート（C-PET）製で、表面にはプリンタのトナーが定着しやすくする加工が施されている。
OHPシートの原稿は、事前にプリントアウトしておいたもののほか、フェルトペンを使用してその場でシートに書き込んで作成することもできる。また、複数のシートを重ね合わせる表現が可能である。さらに、コピー機を使用してOHPをコピーすると、配布資料を簡単に作成することができるなどの利便性があった。しかし、リモコンを使って次のスライドを表示させることはできないため、アシスタントを配置するか、自分でOHPの側まで行き、シートを入れ替える必要があった。
パソコンの登場により、プレゼンテーションソフトウェア（パワーポイントなど）が普及すると、当該ソフトウェアを使用して作成したスライドをOHPシートに印字し、OHPで投影する方法が取られた。その後、プロジェクタが普及したことにより、パソコンの映像出力を直接投影できるようになった。そのため、OHPの利用者は減少している。